# B-66 (航空機)
B-66 デストロイヤー
飛行するB-66B-DL 53-0482号機
(1960年代撮影)
- 用途：偵察機、戦術爆撃機、電子戦機
- 分類：爆撃機
- 設計者：エドワード・ヘンリー・ハイネマン
- 製造者：ダグラス・エアクラフト社
- 運用者： アメリカ空軍
- 初飛行：1954年6月28日
- 生産数：294機[1]
- 運用開始：1956年
- 退役：1973年
- 運用状況：退役
- ユニットコスト：255万米ドル[2]
- 原型機：A-3 スカイウォーリアー
- 派生型：X-21

B-66 デストロイヤー（Douglas B-66 Destroyer ）は、アメリカ合衆国のダグラス社が開発しアメリカ空軍に運用された戦術爆撃機。
軽爆撃機および偵察機として運用された。愛称の「デストロイヤー(Destroyer)」は、破壊者の意。アメリカ海軍で運用されたA3D艦上攻撃機を基に空軍用に改設計したものである。

## 概要
1951年にアメリカ空軍は、B-26などの戦術爆撃機の後継機を求め、各社に提案を要求した。その中で、ダグラス社が開発中であったXA3D-1の改修案が選定され1952年より開発が開始された。A3Dは海軍機としては大型機の扱いであるが、空軍機としては「軽爆撃機」であった。
エンジンは左右の主翼下にパイロンで1基ずつ装備されている。主翼は高翼配置であり、後退角を持っていた。
偵察機型の開発が優先され、はじめにRB-66Aの開発が行われた。開発当初は、A3Dより艦載機用装備（着艦拘束機材やカタパルトワイヤー、主翼折りたたみ機構など）の取り外しのみの予定であった。海軍向けのA3Dは高空作戦用の機体であったが、空軍が低空飛行用に改修することを求めたため、より大規模な改修が行われることとなった。主翼断面の再検討をはじめとして、射出座席の装備、油圧系統や照準装置および防御機銃の変更、空中給油装置の付加などである。エンジンもJ57からJ71に換装された。
RB-66Aは5機が製造され、1954年に初飛行した。しかし飛行性能に問題があったため、量産は行われず試験機の扱いになった。初の量産型はRB-66Bであり、照明弾を搭載し夜間偵察任務につけられている。爆撃機型のB-66Bは1955年に初飛行し、1956年から配備についた。
その後F-105のような搭載量の大きい戦闘爆撃機の登場によって、アメリカ空軍において軽爆撃機は不要とみなされるようになり、1962年には退役した。しかしB-66はA3D同様、機体規模に余裕のある設計であったことから電子戦機や気象偵察機にも転用され、電子戦機型はベトナム戦争にも投入され、1973年まで運用された。
なお航空自衛隊の創設期には、アメリカ側がB-47または本機の供与を打診し、日本側が本機を希望したものの、政治的配慮から結局供与が取り下げられたという経緯もあった。

## 派生型
RB-66A
偵察機型。実質は試作機。5機製造。
RB-66B
偵察機型。145機製造。
B-66B
爆撃機型。72機製造。
EB-66B
電子戦機型。B-66Bより13機改造。
RB-66C
電子戦/電子偵察機型。36機製造。オペレーター4名搭乗。
EB-66C
RB-66Cの名称変更。
WB-66D
気象偵察機型。36機製造。オペレーター2名搭乗。
EB-66E
電子戦機型。RB-66Bより52機改造。

## 諸元
B-66B-DL
- 全長：22.9m
- 全幅：22.1m
- 全高：7.2m

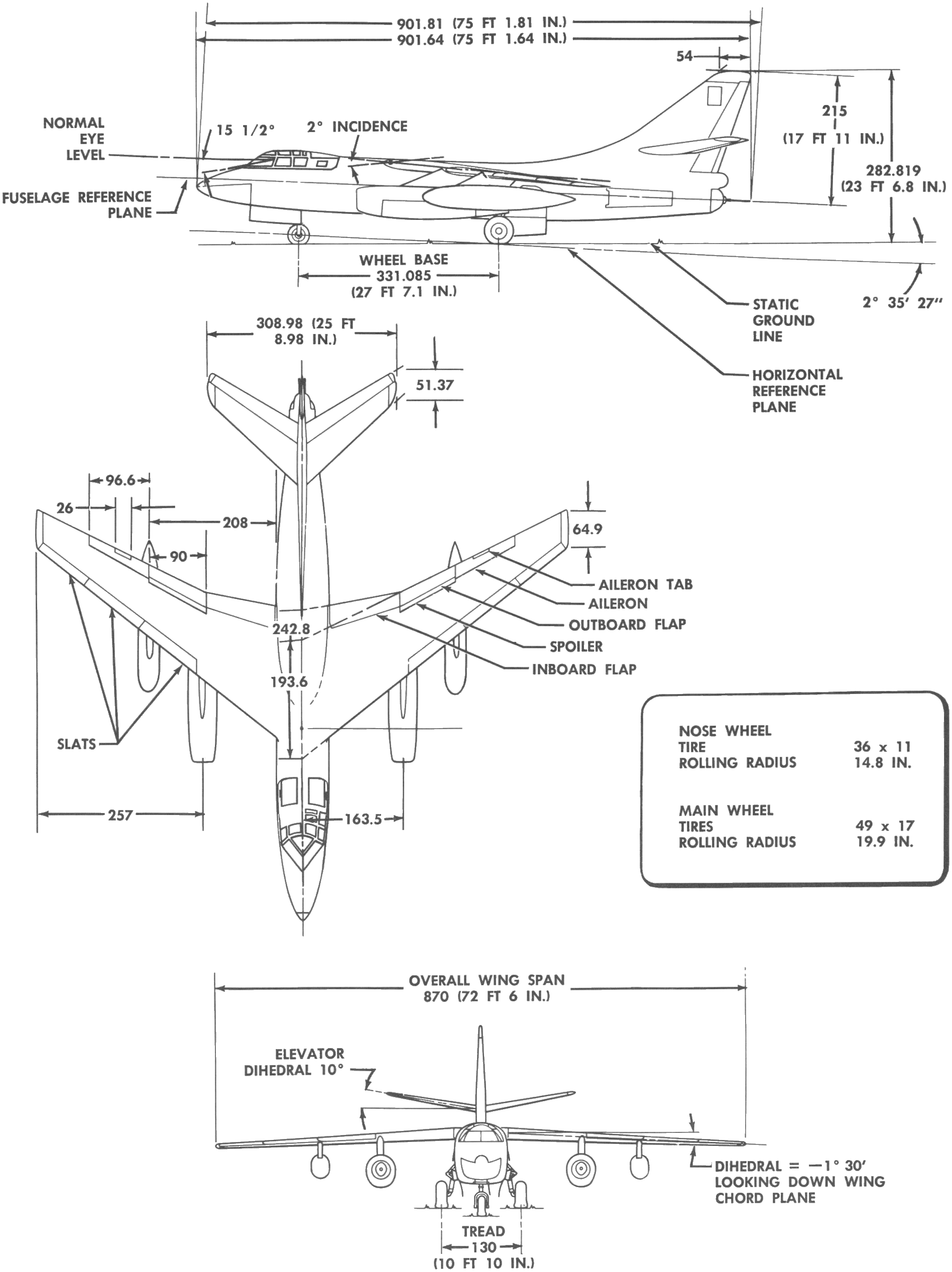
Douglas B-66B Destroyer

- エンジン：アリソン J-71 ターボジェット（推力：45 kN）2基
- 最大速度：982km/h
- 乗員：3名（操縦手、航法手、機銃手）
- 武装：20mm機銃 2門、爆弾など6.8t（6,803.9 kg）

## 現存する機体
参考 
| 型名      | 番号          | 機体写真 | 国名                        | 所有者                                           | 公開状況 | 状態     | 備考      |
| --------- | ------------- | -------- | --------------------------- | ------------------------------------------------ | -------- | -------- | --------- |
| RB-66B-DL | 53-0466 44347 | [ 注 2 ] | アメリカ テキサス州         | ダイエス・リニア航空公園 (Dyess Linear Air Park) | 公開     | 静態展示 | [ 注 4 ]  |
| RB-66B-DL | 53-0475       |          | アメリカ オハイオ州         | 国立アメリカ空軍博物館                           | 公開     | 静態展示 | [ 注 6 ]  |
| RB-66C-DL | 54-0465       | [ 注 7 ] | アメリカ サウスカロライナ州 | ショウ空軍基地                                   | 公開     | 静態展示 | [ 注 9 ]  |
| WB-66D-DL | 55-0390       |          | アメリカ テキサス州         | 空軍航空兵遺産博物館                             | 公開     | 静態展示 | [ 注 11 ] |
| WB-66D-DL | 55-0392       |          | アメリカ ジョージア州       | ミュージアム・オブ・エイヴィエーション           | 公開     | 静態展示 | [ 注 13 ] |
| WB-66D-DL | 55-0395       |          | アメリカ アリゾナ州         | ピマ航空宇宙博物館                               | 公開     | 静態展示 | [ 注 15 ] |